# Carter-Doktrin
Die Carter-Doktrin gründet sich auf eine „Rede zur Lage der Nation“ des US-Präsidenten Jimmy Carter vom 23. Januar 1980. Sie ist zum einen als direkte Reaktion auf die militärische Intervention der Sowjetunion in Afghanistan zu verstehen. Zum anderen zielte sie auf die Islamische Revolution im Iran und den Sturz des Schahs Mohammad Reza Pahlavi. Diese verursachten einen Förderrückgang des Erdöls, durch den es zur zweiten Ölkrise kam. Kerninhalt der Doktrin war, dass die USA den Nahen Osten ausdrücklich zu ihrer Einflusssphäre erklärten, in der sie ihre Vormachtstellung unter allen Umständen – auch militärisch – verteidigen würden.

"Let our position be absolutely clear: An attempt by any outside force to gain control of the Persian Gulf region will be regarded as an assault on the vital interests of the United States of America, and such an assault will be repelled by any means necessary, including military force."

„Um unsere Position absolut klarzustellen: Jeder Versuch einer anderen Macht, Kontrolle über den Persischen Golf zu gewinnen, wird von uns als Angriff auf die lebenswichtigen Interessen der USA angesehen. Ein solcher Angriff wird mit allen erforderlichen Mitteln, einschließlich militärischer Gewalt, abgewehrt werden.“

Die Doktrin wurde maßgeblich von Carters Nationalem Sicherheitsberater Zbigniew Brzeziński geprägt. Der Historiker und Brzeziński-Biograf Justin Vaïsse schrieb, die Carter-Doktrin sei eigentlich eine Brzeziński-Doktrin. Im Zuge der Doktrin wurde eine „schnelle Einsatzgruppe“ mit 100.000 Mann für einen kurzfristigen Einsatz in der Golf-Region aufgestellt. Sie sollte die Angst vor einer Ausweitung der militärischen Operationen der Sowjetunion bis in den Nahen Osten schüren und galt auch als Begründung für die Aufstockung des US-Rüstungsetats 1980/81 um über 20 Milliarden Dollar auf mehr als 158 Milliarden Dollar. In der Folge wurde 1983 CENTCOM als Regionalkommandozentrum der US-Streitkräfte für den Nahen Osten, Ostafrika und Zentralasien gegründet.